# Yappy
Yappy（ヤッピー、1980年2月26日 - ）は、フィリピン・マニラ出身で日本で活動する女子プロレスラー。身長157cm、体重75kg。
アイスリボンの若手主体興行のブランドであるP's Party初の所属レスラー。

## 来歴
アイスリボンが開いているプロレスサークルに参加したことをきっかけに、プロレスラーデビューを目指す。 
2019年5月2日、アイスリボンの若手主体興行のブランド「P's Party」初の所属レスラーとして、P’sParty横浜ラジアントホール大会における対テキーラ沙弥&ジュリア戦でデビューした（パートナーは山下りな）。
2021年12月22日、P's Partyが第94戦大会をもって終了し、アイスリボン所属となった。

## 人物
- 来日前はフィリピンで広告代理店のアートディレクター、中国で美術講師をしていた。
- 日本ではプロレスラー以外に英語講師やイラストレーターとしても活動している。
- アイスリボンの海外ファン向け動画の英語実況・英語Twitterも担当している。

## 得意技
- ギロチンドロップ

## タイトル歴
- 第67代インターナショナル・リボンタッグ王座（パートナーは杏ちゃむ）